# Joker (TV oddaja)
Joker je slovenski TV-kviz, ki je na sporedu od februarja 2019 dalje na TV Slovenija 1. Na sporedu je ob sobotah ob 20. uri, voditelj kviza je Mario Galunič.
Glas iz ozadja, ki podrobneje pojasni določene odgovore, je radijska voditeljica Katja Černela.

## Pravila
Prvotno sta v vsaki oddaji sodelovala dva tekmovalca, ki sta morala odgovoriti na deset vprašanj. Kmalu so koncept oddaje spremenili – po novem v vsaki oddaji tekmuje en tekmovalec, ki odgovarja na dvanajst vprašanj. Vsako vprašanje ima štiri možne odgovore.
Tekmovalec na začetku igre prejme sedem jokerjev. Ti mu pomagajo izbrisati po en odgovor, ko je vprašanje bolj zahtevno. Dvakrat med igro, po 4. ter 8. vprašanju, ima možnost osvojiti nove jokerje s hitrim odgovarjanjem na kratka vprašanja. Poleg tega ima tekmovalec na voljo tudi bonus joker, to je pomoč osebe, ki jo le-ta pripelje s sabo na kviz. Vsak napačen odgovor pomeni izguba treh jokerjev, če jokerjev ni več, pa padec za tri mesta na denarni lestvici. Tekmovalec ima pri zadnjem vprašanju možnost odstopiti, toda takrat pade za eno mesto na denarni lestvici. Glavna nagrada je 20 tisoč evrov.
Denarna lestvica ima sicer 7 stopenj: 0 € – 200 € – 500 € – 1000 € – 3000 € – 7000 € in 20000 €.

## Sezone
| Sezona | Sezona | Epizode | Začetek sezone     | Konec sezone      | Glavna nagrada  |
| ------ | ------ | ------- | ------------------ | ----------------- | --------------- |
|        | 1      | 12      | 23. februar 2019   | 25. maj 2019      | Tomaž Toplak    |
|        | 2      | 27      | 20. september 2019 | 21. december 2019 | /               |
|        | 3      | 21      | 1. februar 2020    | 13. junij 2020    | Andrej Šterman  |
|        | 4      | 29      | 19. september 2020 | 29. december 2020 | Katarina Čobec  |
|        | 5      | 16      | 23. januar 2021    | 22. maj 2021      | /               |
|        | 6      | 15      | 18. september 2021 | 1. januar 2022    | Zvonko Raušl    |
|        | 7      | 12      | 26. februar 2022   | 28. maj 2022      | Žan Gostenčnik  |
|        | 8      | 13      | 17. september 2022 | 17. december 2022 | /               |
|        | 9      | 17      | 21. januar 2023    | 27. maj 2023      | Jože Drabik Jug |
|        | 10     | 14      | 23. september 2023 | 30. december 2023 | /               |
|        | 11     | 12      | 24. februar 2024   | 25. maj 2024      | /               |
|        | 12     | 13      | 21. september 2024 | 21. december 2024 | Ivan Trajkovič  |
|        | 13     | 14      | 22. februar 2025   | 31. maj 2025      |                 |